# Білківська сільська рада (Березнівський район)
Білкі́вська сільська́ ра́да — колишній орган місцевого самоврядування в Березнівському районі Рівненської області. Адміністративний центр — село Білка.

## Загальні відомості
- Білківська сільська рада утворена в 1939 році.
- Територія ради: 21,251 км²
- Населення ради: 1 172 особи (станом на 2001 рік)
- Територією ради протікає річка Пербіг.

## Населені пункти
Сільській раді були підпорядковані населені пункти:
- с. Білка
- с. Підгало

## Склад ради
Рада складалася з 16 депутатів та голови.
- Голова ради: Мартинов Михайло Григорович
- Секретар ради: Хилюк Оксана Антонівна

### Керівний склад попередніх скликань
| ПІБ                         | Основні відомості                                                                                                | Дата обрання | Дата звільнення |
| --------------------------- | --- | ------------ | --------------- |
| Миронець Руслан Григорович  | Сільський голова, 1966 року народження, безпартійний                                                             | 26.03.2006   | 01.12.2007      |
| Мартинов Михайло Григорович | Сільський голова, 1959 року народження, освіта середня спеціальна, член Всеукраїнського об'єднання «Батьківщина» | 30.03.2008   | 31.10.2010      |
| Мартинов Михайло Григорович | Сільський голова, 1959 року народження, освіта середня спеціальна, безпартійний                                  | 31.10.2010   |                 |

Примітка: таблиця складена за даними сайту Верховної Ради України